# Jacek Sempoliński

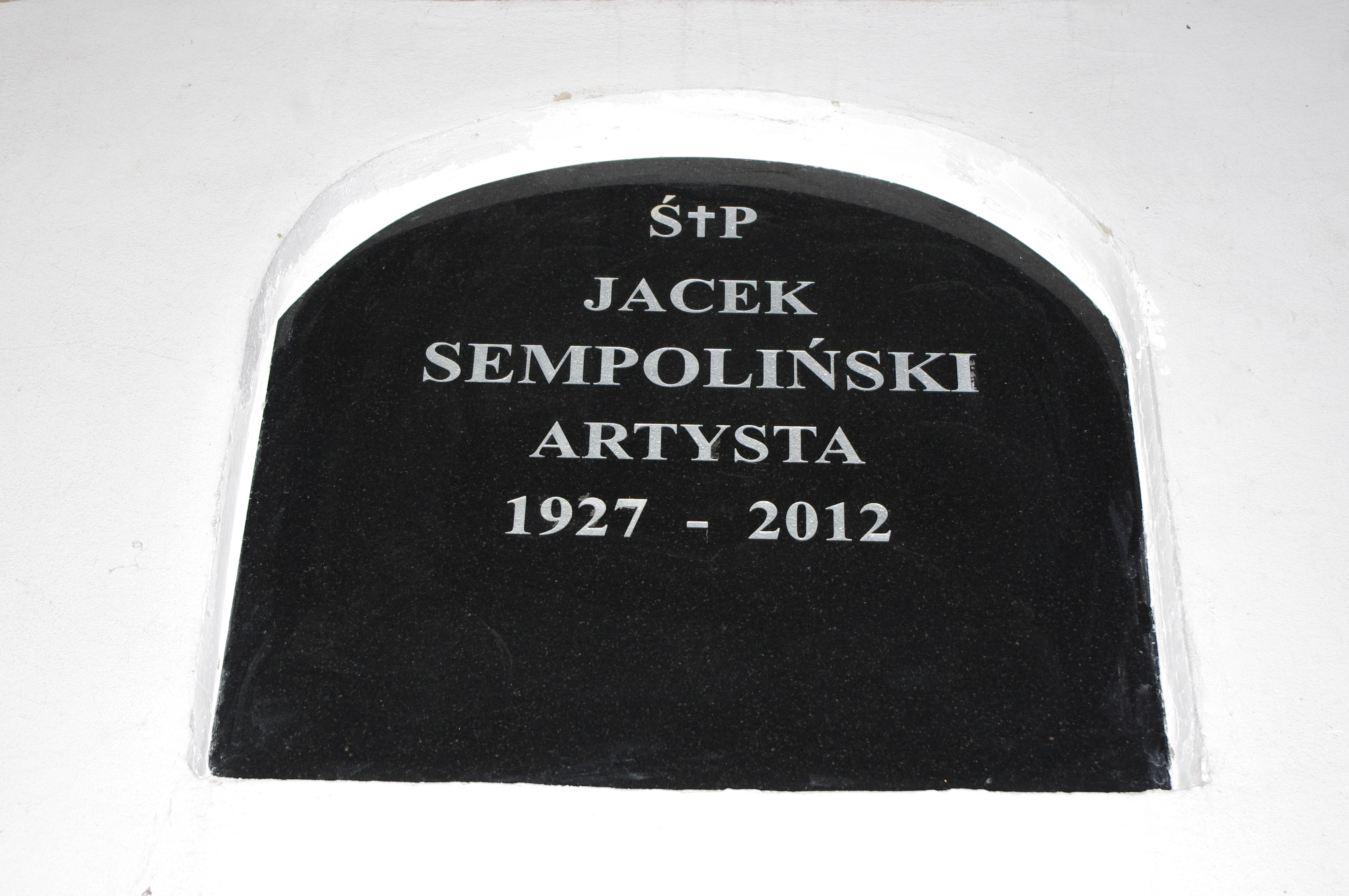
Grób Jacka Sempolińskiego na cmentarzu Powązkowskim w Warszawie

Jacek Sempoliński (ur. 27 marca 1927 w Warszawie, zm. 30 sierpnia 2012) – polski malarz, rysownik, pedagog, krytyk i eseista.

## Życiorys
Uczył się w latach 1943-1944 w konspiracyjnej szkole im. Konrada Krzyżanowskiego w Warszawie. Studiował malarstwo w Akademii Sztuk Pięknych w Warszawie w pracowni m.in. Eugeniusza Eibischa w latach 1946-1951. Dyplom uzyskał w 1956 r. Od 1956 roku pracował jako pedagog w macierzystej uczelni.
W styczniu 1976 roku podpisał list protestacyjny do Komisji Nadzwyczajnej Sejmu PRL przeciwko zmianom w Konstytucji Polskiej Rzeczypospolitej Ludowej. 
Jest laureatem Nagrody im. Jana Cybisa (1977) i Nagrody im. Kazimierza Ostrowskiego (2004).
W 2011 roku jego prace można było oglądać w Łodzi podczas festiwalu Łódź Czterech Kultur – był to wernisaż pod nazwą „Ręka Farbiarza”.
W 2012 roku malarz został odznaczony Złotym Medalem „Zasłużony Kulturze Gloria Artis”.
Został pochowany w katakumbach na cmentarzu Powązkowskim w Warszawie.
Był synem fotografika, Leonarda Sempolińskiego.

## Galeria

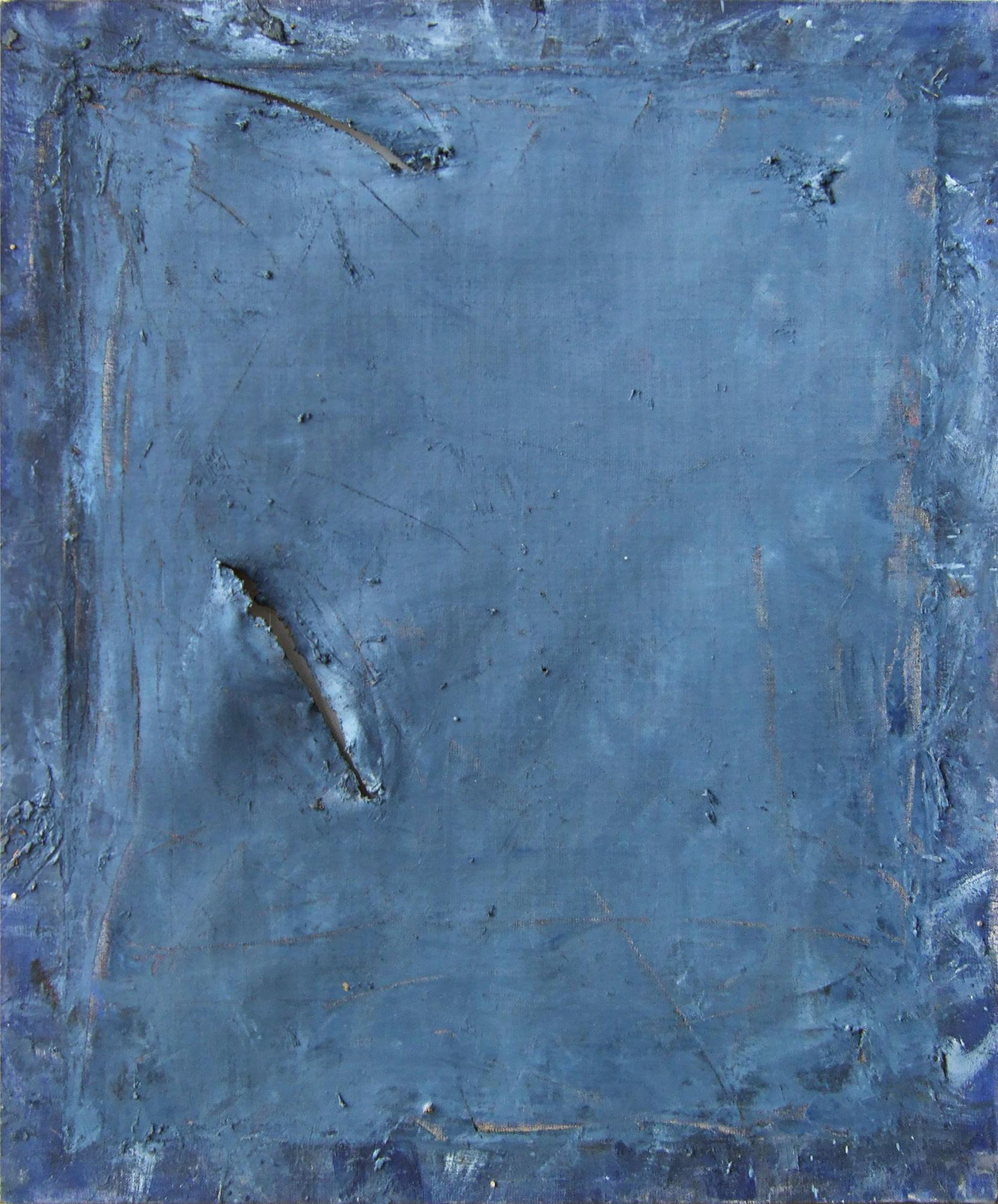
Jacek Sempoliński - Męćmierz (1979)
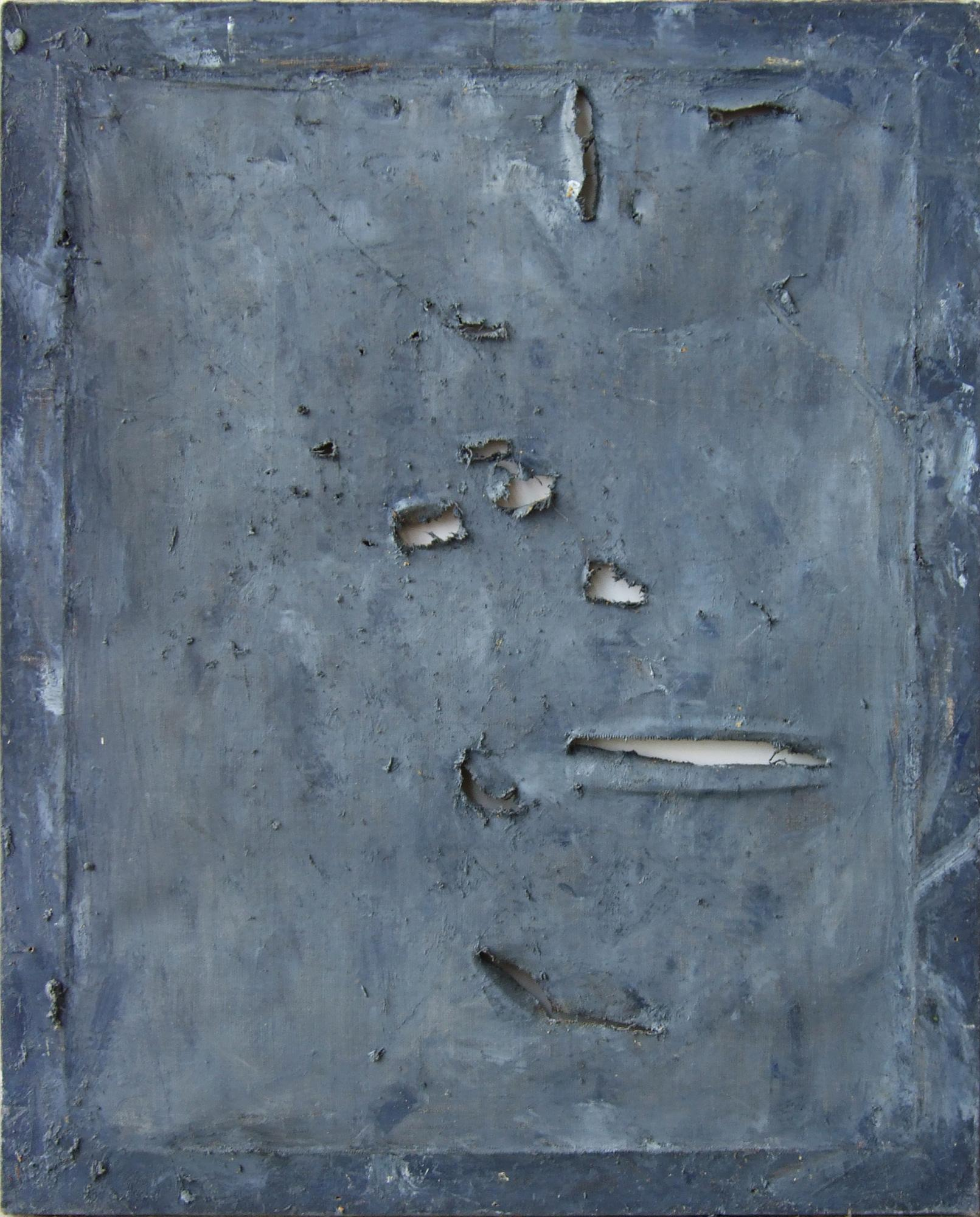
Jacek Sempoliński - Męćmierz - Wisła (1979)
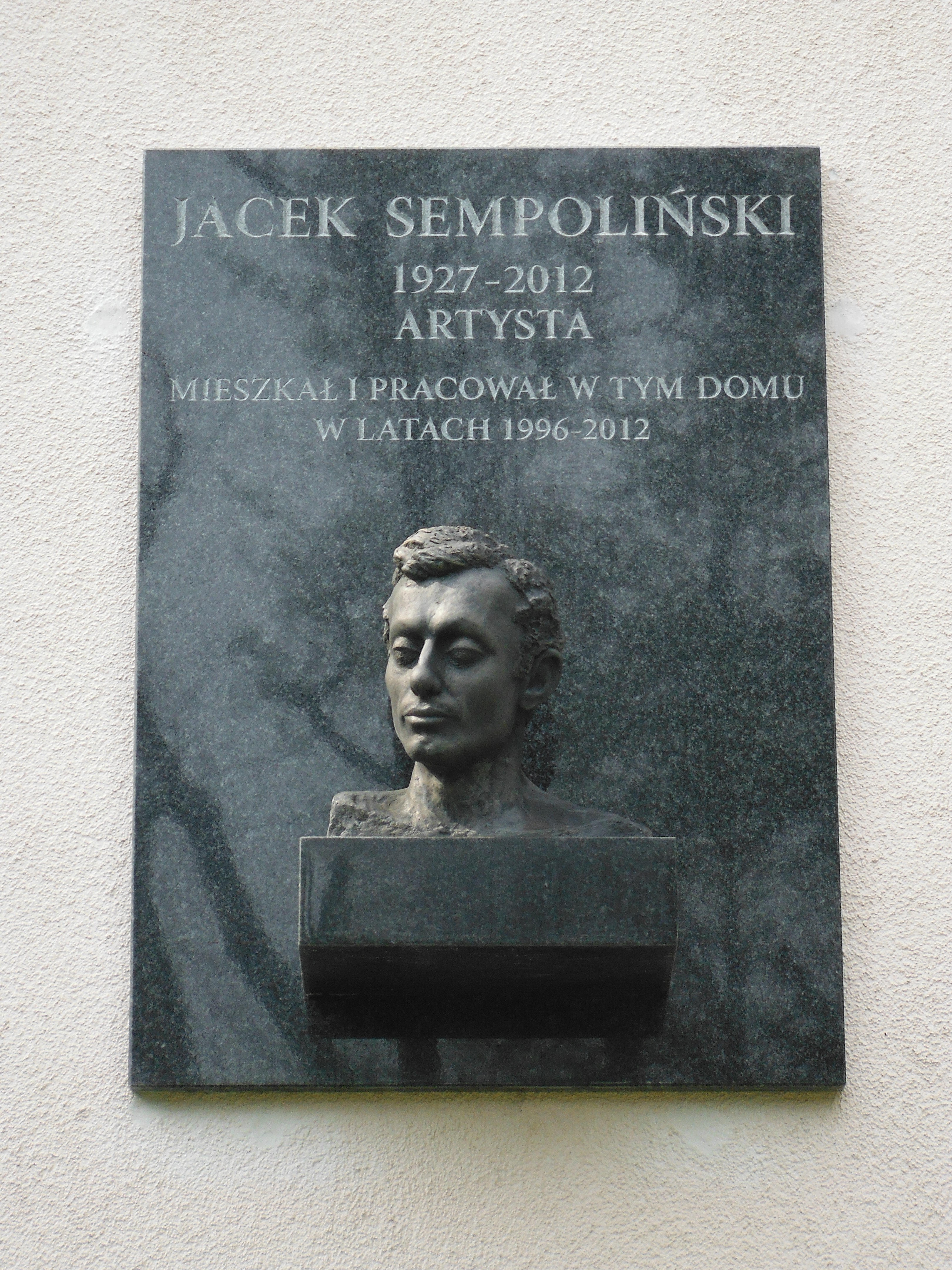
Tablica upamiętniająca artystę na jego dawnym domu przy ul. Katowickiej